# قیاس‌لی (قبادلی)
قیاس‌لی (ترکی آذربایجانی: Qiyaslı) یک منطقهٔ مسکونی در جمهوری آرتساخ است که در استان کاشاتاق واقع شده‌است.